# Тепелена
Тепелена (Tepelena; на албански: също Tepelenë) е град в Южна Албания.
Намира се в долината на река Вьоса и има 11.500 жители (2005 г.). Край Тепелена река Дрино се влива във Вьоса.
Градът е познат най-вече като родното място на Али Паша.